# Phytocoris neglectus
Phytocoris neglectus är en insektsart som beskrevs av Knight 1920. Phytocoris neglectus ingår i släktet Phytocoris och familjen ängsskinnbaggar. Inga underarter finns listade i Catalogue of Life.